# Sompolno
Sompolno és una ciutat de Polònia, pertany al voivodat de Gran Polònia. Es troba a 27 km al nord-est de Konin i a 108 km a l'est de Poznań, la capital de la regió. El 2016 tenia 3.14 habitants.

## Història
Sompolno obtingué els drets de ciutat el 1477 gràcies a l'arquebisbe de Gniezno. Durant el repartiment de Polònia la vila passà a sobirania de Prússia entre el 1793 i el 1807, després s'integrà al Ducat de Varsòvia fins al 1815. Després del Congrés de Viena pertanyé al Tsarat de Polònia. Després d'una reforma el 1870 perdé els drets de ciutat. Durant la Segona Guerra Mundial Sompolno fou annexionada a l'Alemanya nazi sota l'autoritat del Reichsgau Wartheland, i canvià de nom a partir del 18 de maig de 1943 pel de Deutscheneck. El 1973 recuperà el privilegi de ciutat, perdut 103 anys abans.
Del 1975 al 1998 formava part del voivodat de Konin, però d'ençà el 1999 forma part del territori del voivodat de Gran Polònia.